# Остаци старе цркве у Црном Лугу (Исток)
Остаци старе цркве у Црном Лугу (Исток) налази се у селу Црни Луг, насељеном месту на територији општине Исток, на Косову и Метохији. Представља непокретно културно добро као споменик културе.
Гробље у Црном Лугу, десетак километара североисточно од Пећи, припада највећим и најстаријим српским гробљима у Метохији. Формирано је током 15.-16. века око остатака црквене грађевине, а сачињава га неколико десетина камених надгробних обележја, врло великих димензија, у виду плоча или крстова. Већина је рађена од бањског мермера.

## Основ за упис у регистар
Решење Покрајинског завода за заштиту споменика културе у Приштини, бр. 960 од 31. 12. 1964. г. Закон о заштити споменика културе (Сл. гласник НРС бр. 51/59).